# Heerestruppenbrigade
Die Heerestruppenbrigade (HTrBrig) (bis 30. Juni 2008: Heerestruppenkommando – HTrKdo) mit Sitz in Bruchsal war eine Brigade des deutschen Heeres. Die Brigade war Teil der Division Luftbewegliche Operationen und führte Kampf- und Führungsunterstützungstruppen verschiedener Truppengattungen, die die Brigade bei Bedarf anderen Großverbänden zur Verfügung stellte.
Die Brigade wurde am 6. März 2002 zunächst als eine divisionsäquivalente Kommandobehörde aufgestellt. Im Rahmen der Transformation der Bundeswehr wurde das als Heerestruppenkommando bezeichnete Kommando am 10. Dezember 2007 in ein Brigadeäquivalent umgewandelt und zum 1. Juli 2008 in Heerestruppenbrigade umbenannt. Am 26. Oktober 2011 wurde die Auflösung der HTrBrig bekanntgegeben. Zum 31. Dezember 2012 wurde sie vollständig aufgelöst.

## Verbandsabzeichen und Motto
Das Verbandsabzeichen (Ärmelabzeichen) zeigt zwei gekreuzte Schwerter auf schwarz, rot und blauem Grund im Wappenschild. Die gekreuzten Schwerter stehen für die Heerestruppenteile. Die Farbe schwarz symbolisiert die Pioniertruppe, rot die Artillerie-, Heeresflugabwehr- und die ABC-Abwehrtruppe. Blau steht für die Logistiktruppe. Damit sind die Waffenfarbe der unterstellten Truppen im divisionsäquivalenten Heerestruppenkommando im Wappen abgebildet. Das Wappen ist, wie für eine Dienststelle auf Divisionsebene üblich, mit einer silbernen Kordel mit eingeflochtenem schwarzen Faden umrandet. Die ehemals unterstellten Brigaden führten ein bis auf die Umrandung identisches Verbandsabzeichen, das meist in der jeweiligen Waffenfarbe umrandet war. Das Wappen bleibt auch nach Umgliederung zu einem Brigadeäquivalent unverändert.
Das interne Verbandsabzeichen des Stabes zeigt die Krone auf weißem Grund aus dem Wappen von Koblenz – dem ursprünglichen Sitz des Stabes – vor den gekreuzten Schwertern, die das Heer symbolisieren.
Das Motto des Kommandos lautete „Viribus unitis – mit vereinten Kräften“.

## Auftrag

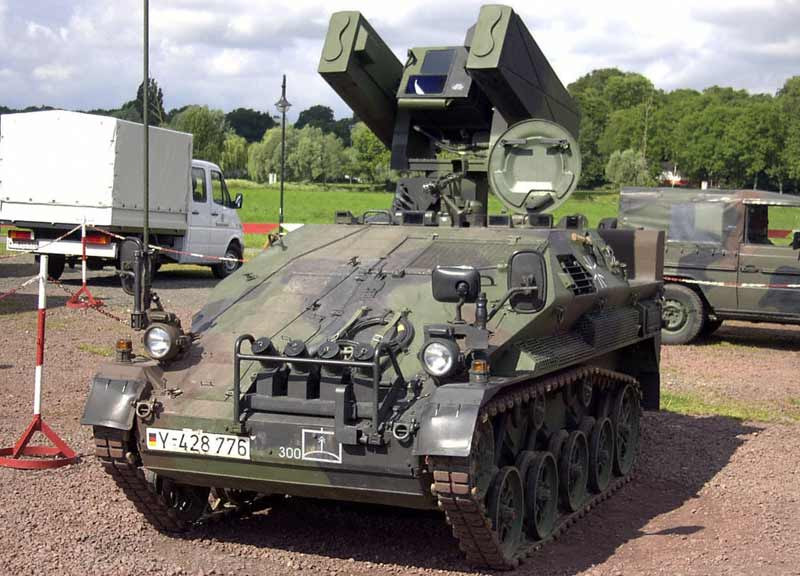
Ozelot der leichten Flugabwehrraketenbatterie 300

Die Brigade führte Kampfunterstützungstruppen zur Durchführung von Stabilisierungsoperationen, insbesondere Flugabwehr-, Artillerie- und ABC-Abwehr-Kräfte, die sonst der übergeordneten Division Luftbewegliche Operationen bzw. den als Stabilisierungskräfte klassifizierten Brigaden der 13. Panzergrenadierdivision und 10. Panzerdivision nicht zur Verfügung standen. Die Kräfte waren modular einsetzbar und damit als reaktionsfähige und flexible Verstärkung der Stabilisierungskräftebrigaden vorgesehen, die im Bedarfsfall von einem „Headquarters“ der Division Luftbewegliche Operationen befehligt werden sollten.

## Gliederung

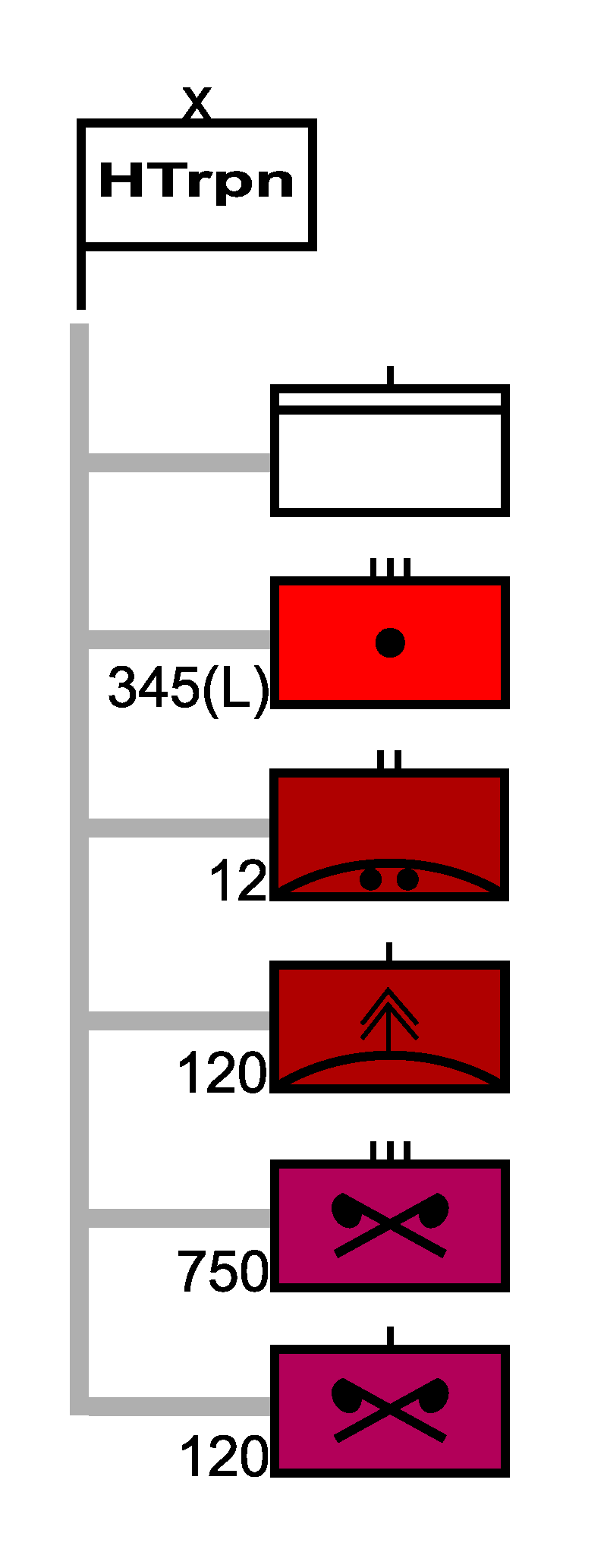
Gliederung

Unterstellte Truppenteile waren:
- Stab/Stabskompanie Heerestruppenbrigade, Bruchsal
  -  ABC-Abwehrregiment 750, Bruchsal (Beiname: „Baden“)
  -  ABC-Abwehrbataillon 907, Bruchsal (Couleur: ABC-Abwehrregiment 750. Nicht aktiv. Kein eigenes Großgerät vorhanden bzw. langzeitlagernd.)
  -  ABC-Abwehrkompanie 955, Bruchsal (Couleur: ABC-Abwehrregiment 750. Vorgesehen für ZMZ koordiniert durch Dienststellen der SKB. Teilaktiv. Großgerät wird am örtlichen ZMZ-Stützpunkt vorgehalten.)
  -  Artillerielehrregiment 345, Kusel
  -  Panzerflugabwehrkanonenbataillon 12, Hardheim (Seit 2010 ohne Gepard. Auflösung bis Ende 2011. Personal zur Aufstellung Sicherungsbataillon 12 herangezogen.[1])
  -  Leichte ABC-Abwehrkompanie 120, Sonthofen
  -  Leichte Flugabwehrraketenbatterie 300, Hardheim (Auflösung bis Ende 2011. Personal zur Aufstellung Sicherungsbataillon 12 herangezogen.[1])
  -  Sicherungsbataillon 12, Hardheim (in Aufstellung. Zur Aufstellung wird Personal von Flugabwehrraketenbatterie 300 und Panzerflugabwehrkanonenbataillon 12 herangezogen.[1])

## Geschichte

### Divisionsäquivalent (2002–2007)
Das Heerestruppenkommando wurde am 6. März 2002 mit Stabssitz in Koblenz als Divisionsäquivalent in Dienst gestellt. Erster Kommandeur war Ulrich Wolf. Das Kommando war in dieser Gliederung die größte Kommandobehörde des Heeres der Bundeswehr mit ca. 17.900 Soldaten und ca. 18.000 Reservisten. Das Heerestruppenkommando unterstand dem Heeresführungskommando unmittelbar und wirkte mit den Heeresdivisionen, multinationalen Korpsstäben und Truppenschulen sowie der Streitkräftebasis und dem Zentralen Sanitätsdienst der Bundeswehr zusammen. Der Aufgabenbereich umfasste hierbei die lage- und auftragsabhängige Unterstützung der mechanisierten Divisionen des Heeres und der multinationalen Korps im Einsatz, bei der Ausbildung und bei Übungen mit Kampfunterstützungs- und Logistikkräften. Ferner führte das Heerestruppenkommando bis zum Aufbau der Heeresinstandsetzungslogistik GmbH sechs regionale Instandsetzungszentren.
Insgesamt unterstanden dem Heerestruppenkommando 75 Dienststellen, darunter auch 21 aktive Bataillone, mit bis zu 26.000 Soldaten und 30.000 Reservisten. Es war an 33 Standorten in der gesamten Bundesrepublik Deutschland vertreten. An der Spitze des Kommandos stand bis zur Umgliederung ein Kommandeur im Rang eines Generalmajors, zuletzt Ernst-Heinrich Lutz.
2002 wechselten das Heeresmusikkorps 300, das Flugabwehrregiment 2 und die Pionierbrigade 20 (umbenannt in Pionierbrigade 100) zum HTrKdo. Bis 2003 wurden außerdem die Artilleriebrigade 100, die Logistikbrigade 100, die Logistikbrigade 200, die ABC-Abwehrbrigade 100, das Flugabwehrregiment 100 (dafür Außerdienststellung Gemischtes Flugabwehrregiment) und das Feldnachrichtenzentrum der Bundeswehr in Dienst gestellt. Das Heerestruppenkommando führte als Divisionsäquivalent zuletzt:
- Stabskompanie
- Heeresmusikkorps 300 (Koblenz)
- ABC-Abwehrbrigade 100 (Bruchsal)
- Flugabwehrbrigade 100 (Fuldatal)
- Artilleriebrigade 100 (Mühlhausen/Thüringen)
- Pionierbrigade 100 (Minden)
- Feldnachrichtenzentrum der Bundeswehr (Diez)
- Zentraler Mobilmachungsstützpunkt (Brück)
- Zentrales Langzeitlager Gerät (Herongen)
- Zentrales Langzeitlager (Pirmasens)
- leichte ABC-Abwehrkompanie 120 (Sonthofen)

Die Logistikbrigade 100 wurde 2006 an die Streitkräftebasis abgegeben. Die Logistikbrigade 200 sowie die Nachschubbataillone 131 und 132 wurden Mitte 2007 außer Dienst gestellt. Die weiteren nicht aufgelösten unterstellten Truppenteile wechselten bis Dezember 2007 zur 1. Panzerdivision oder anderen Verbänden:
- Die Flugabwehrbrigade 100  wurde 2007 aufgelöst und Teile anderen Verbänden überstellt:
  - Die leichte Flugabwehrraketenbatterie 100 (Borken) wechselte als Luftlandeflugabwehrraketenbatterie 100 zur Division Spezielle Operationen
  - Die leichte Flugabwehrraketenlehrbatterie 610 (Lütjenburg) wechselte zur 1. Panzerdivision
  - Das Panzerflugabwehrkanonenlehrbataillon 6 (Lütjenburg) wechselte als Panzerflugabwehrlehrregiment 6 zur 1. Panzerdivision
  - Panzerflugabwehrkanonenbataillon 12 und leichte Flugabwehrraketenbatterie 300 sind weiter Bestandteil des „neuen“ Heerestruppenkommandos
- Die Artilleriebrigade 100 wurde 2007 teilweise zum Artillerieregiment 100 und der 1. Panzerdivision unterstellt
- Teile der Pionierbrigade 100 wurden  2007 nach Umgliederung als Pionierregiment 100 der 1. Panzerdivision unterstellt
- Die ABC-Abwehrkräfte der ABC-Abwehrbrigade 100 wurden bereits 2005 teilweise (ABC-Abwehrbataillon 7 und leichte ABC-Abwehrkompanie 110) der 1. Panzerdivision überstellt
  - Die leichte ABC-Abwehrkompanie 120 und das ABC-Abwehrbataillon 750 (neue Bezeichnung ABC-Abwehrregiment „750“ Baden) waren weiter Teil der Heerestruppenbrigade
- Das Heeresmusikkorps 300 wurde der Division Spezielle Operationen unterstellt
- Die Langzeitlager und der Mobilmachungsstützpunkt werden direkt vom Heeresführungskommando geführt
- Das Feldnachrichtenzentrum der Bundeswehr wurde im Zuge der Gründung der Heeresaufklärungstruppe dem neu aufgestellten Ausbildungszentrum Heeresaufklärungstruppe unterstellt, das Teile des Ausbildungsauftrags übernimmt, und zum 30. März 2008 aufgelöst. Die Feldnachrichtenkräfte werden außerdem teilweise den Divisionen zugeordnet.

Siehe auch: Gliederung des Heeres (Bundeswehr, Heeresstruktur 4)

### Brigadeäquivalent (2007–2012)
Die brigadeäquivalente Dienststelle wurde am 10. Dezember 2007 durch Umgliederung des „alten“ Heerestruppenkommandos und Auflösung der ABC-Abwehrbrigade 100 in Dienst gestellt. Die zu Beginn unterstellten Truppenteile wurden fast alle vom alten Heerestruppenkommando übernommen, wobei die entsprechenden übergeordneten Brigaden und ihre ehemaligen nicht weiterhin unterstellten oder zuvor anderen Verbänden überstellten Verbände aufgelöst wurden. Nur das Artillerielehrregiment 345 (ehemals Panzerartillerielehrbataillon 345) wechselte zum 1. Januar 2008 von der Panzergrenadierbrigade 30. Eine Umbenennung in die Bezeichnung „Heerestruppenbrigade“ erfolgte zum 1. Juli 2008.
Das brigadeäquivalente Kommando bzw. die Heerestruppenbrigade wurde von der Umgliederung bis zur Auflösung von einem Offizier im Dienstgrad Oberst oder Brigadegeneral kommandiert.

### Auflösung und Umgliederung
Am 26. Oktober 2011 wurde die Auflösung der HTrBrig bekannt gegeben. Aus ihrem Personalkörper wird das ABC-Abwehrkommando der Bundeswehr in Bruchsal aufwachsen, die alle ABC-Abwehrkräfte der Bundeswehr führen und dem neu aufzustellenden Kommando Territoriale Aufgaben der Bundeswehr in Berlin unterstellt sein wird. Das Artillerielehrregiment 345 wird zum Artillerielehrbataillon 345 umgegliedert und der 10. Panzerdivision unterstellt, ebenso (ab 1. Januar 2014) das Sicherungsbataillon 12 (aus dem Heeresflugabwehrkanonenbataillon 12 und der leichten Flugabwehrraketenbatterie 200 hervorgegangen), die le ABCAbwKp 120 wird aufgelöst. Mit Ablauf des 31. Dezember 2012 wurde die Brigade vollständig aufgelöst. Bis dahin noch unterstellten Truppenteile wurden zunächst direkt der Division unterstellt.